# Juliette Vilgrain
Juliette Vilgrain, née le 7 mai 1960 à Boulogne-Billancourt, est une cheffe d'entreprise et femme politique française.
Suppléante de Frédéric Valletoux dans la deuxième circonscription de Seine-et-Marne lors des élections législatives de 2022, elle devient députée le 9 mars 2024, en remplacement de ce dernier nommé dans le gouvernement Attal. De même, elle est sa suppléante en 2024.

## Biographie
Elle est née dans une famille d’entrepreneurs installée depuis plusieurs générations à Bourron-Marlotte. Elle est l'arrière-petite-fille d'Ernest Vilgrain, minotier et créateur des « baraques Vilgrain ». Elle a vécu dix-huit ans aux États-Unis, avant de revenir en France en 1997. Elle est maire de Bourron-Marlotte de 2008 à 2014. En 1998, elle a participé à la création de la librairie anglaise de Fontainebleau, qui existe toujours. Depuis 2003, elle est directrice d’une holding familiale, Secria, et a créé une activité de maraîchage bio, en permaculture.